# Amer (fiume)
L'Amer è un fiume facente parte del delta del Reno, della Mosa e della Schelda che scorre nella provincia del Brabante Settentrionale nei Paesi Bassi. Il fiume inizia nei pressi di Geertruidenberg nel punto in cui il canale Bergsche Maas, principale adduttore del fiume, si incontra col Donge da sud e lo Spijkerboor da nord. Dopo aver percorso 12 chilometri, le sue acque si uniscono a quelle della Nieuwe Merwede confluendo, nei pressi del villaggio di Lage Zwaluwe, nell'Hollandsch Diep.